# Mohamed Amer al-Malky
Mohamed Amer al-Malky (* 1. Dezember 1962) ist ein ehemaliger Sprinter aus dem Oman, der auf den 400-Meter-Lauf spezialisiert war.
Viermal nahm er an Olympischen Spielen teil. Als Einzelstarter über 400 m schied er 1984 in Los Angeles im Vorlauf aus, wurde Achter 1988 in Seoul und scheiterte 1992 in Barcelona erneut in der ersten Runde. 1984 und 1988 war er Teil der omanischen Stafette in der 4-mal-400-Meter-Staffel, die nicht über den Vorlauf hinauskam. 2000 in Sydney startete er in der 4-mal-100-Meter-Staffel als Teil der omanischen Stafette, die aber ebenfalls in der ersten Runde ausschied.
Bei den Leichtathletik-Asienmeisterschaften gewann er 1985 Silber, 1987 Gold und 1989 erneut Silber, bei den Asienspielen 1986 Bronze und 1990 Gold. 1987 erreichte er bei den Leichtathletik-Weltmeisterschaften in Rom das Viertelfinale.

## Persönliche Bestzeit
- 400 m: 44,56 s, 12. August 1988, Budapest (aktueller Asienrekord)